# Simone Campagnaro
Simone Campagnaro (* 31. Mai 1986) ist ein ehemaliger italienischer Straßenradrennfahrer.
Simone Campagnaro begann seine Karriere 2010 bei dem italienischen Continental Team Miche. Seit 2011 fährt er für die Mannschaft D’Angelo & Antenucci-Nippo, welche mittlerweile unter dem Namen Team Nippo fährt. In seinem ersten Jahr dort wurde er unter anderem Dritter in der Gesamtwertung der Tour de Hokkaidō. 2012 gewann er eine Etappe bei der Tour de la Guadeloupe und wurde dort Vierter der Gesamtwertung.

## Erfolge
2012
- eine Etappe Tour de la Guadeloupe

## Teams
- 2009 Calz. M. Granaro Marini Silvan
- 2010 Miche
- 2011 D’Angelo & Antenucci-Nippo
- 2012 Team Nippo 1
- 2013 Team Nippo-De Rosa
- 2014 Sicot-Hemus 1896